# Prostomis samoensis
Prostomis samoensis is een keversoort uit de familie Prostomidae. De wetenschappelijke naam van de soort is voor het eerst geldig gepubliceerd in 1927 door Arrow.